# 데니 바티스타
데니 바티스타(Denny M. Bautista Germán, 1980년 8월 23일 ~ )는 도미니카 공화국의 야구 선수이자, 전 한화 이글스 투수였다.

## 미국 프로야구
2000년 6월, 플로리다 말린스와 자유계약선수 신분으로 입단한다. 이후 트레이드를 통해 볼티모어 오리올스 팀으로 이적한다.

## 한국 프로야구
2011년 6월 27일 오넬리의 대체 외국인 선수로 KBO 리그 팀 한화 이글스에 입단했다. 입단 조건은 잔여 시즌 연봉 15만 달러이다. 로페즈와 리즈 등과 친한 것으로 알려져 있으며 입단 이전에는 친구 사이인 데폴라가 그의 대한민국행을 권유하기도 했다. 블론 세이브가 잦아 중도 하차하였던 오넬리와 달리 마무리로 쏠쏠하게 활약하며 시즌 후 재계약에 성공했다. 그러나 이듬해에는 마무리로 등판하여 난조를 보였고, 안승민과 보직을 맞바꾸어 선발투수로 전환하여 상대적으로 더 좋은 모습을 보여 주었다. 선발투수로 계약에 성공했다.

## 플레이 스타일
데니 바티스타는 빠른 직구와 예리하게 떨어지는 변화구가 및 여러 가지 구질을 던질 수 있다는 점 등이 장점이다. 또한 삼진률이 매우 높아, 9이닝으로 환산시 15개가 넘는 삼진률을 데뷔 첫 해에 보여 주었다. 그러나 이닝당 볼넷 개수가 많으며 등판 초에 제구 난조로 어려움을 겪어 투구수가 늘어나는 등의 장·단점이 확연히 드러나는 선수이다.

## 별명
야구 팬들이 삼성 라이온즈의 마무리 투수 오승환의 별명인 끝판왕의 별명을 따와 흑판왕이란 별명을 붙여 주었다.
역대성적
```
연도 ㅣ소속ㅣ방어율ㅣ경기 ㅣ완투ㅣ완봉ㅣ승리ㅣ 패전 ㅣ 세이브  홀드  이닝   피안타 피홈런 볼넷 사구  삼진 실점 자책
2011ㅣ한화ㅣ 2.02ㅣ27  ㅣ 0  ㅣ 0 ㅣ  3 ㅣ  0  ㅣ   10    0  35 2/3   19     1    22   1   61    8   8
2012ㅣ한화ㅣ 3.56ㅣ44  ㅣ 0  ㅣ 0 ㅣ  4 ㅣ  6  ㅣ    8    4    86     70     7    52  12  110   35  34
```

## 참조
1. ↑  한화, 새 외국인 투수 데니 바티스타 영입《네이버 스포츠》, 2011년 7월 3일
2. ↑  바티스타 “절친 데폴라가 한국 오라고 했는데…” - 스포츠동아
3. ↑  한화, '슈퍼 클로저' 바티스타가 고마운 이유 - OSEN
4. ↑  '한국 야구 2년차' 바티스타에게 주어진 과제는 《OSEN》, 2011년 12월 6일
5. ↑  ´155km/h´ 끝판왕 오승환 안 부러운 ´흑판왕´ 출현《데일리안》, 2011년 9월 30일